# Salamatof, Alaska
Salamatof, Alaska (енгл. Salamatof) насељено је место без административног статуса у америчкој савезној држави Аљаска.

## Демографија
По попису из 2010. године број становника је 980, што је 26 (2,7%) становника више него 2000. године.
| Група             | 2000.       | 2010.       |
| Белци             | 666 (69,8%) | 678 (69,2%) |
| Афроамериканци    | 32 (3,4%)   | 9 (0,9%)    |
| Азијати           | 5 (0,5%)    | 21 (2,1%)   |
| Хиспаноамериканци | 32 (3,4%)   | 31 (3,2%)   |
| Укупно            | 954         | 980         |